# Uell Stanley Andersen
Pour les articles homonymes, voir Andersen.
Uell Stanley Andersen, né le 14 septembre 1917 à Portland dans l'Oregon et mort le 24 septembre 1986 à Lincoln City, dans l'Oregon, est un écrivain américain. Il signe ses ouvrages U.S. Andersen ou Uell S. Andersen.

## Biographie
Né de parents norvégiens, il joue en tant que professionnel au football américain et sert durant la Seconde Guerre mondiale en tant qu'officier de marine. De 1946 à 1948, il est employé de la station de radio californienne KWKW (en), puis crée une agence de publicité à Los Angeles. 
En 1953, il publie son premier roman, The Smoldering Sea. Son unique roman traduit en français en 1957 est Feu des quatre fers (Hard and Fast). Sa nouvelle Turn Ever so Quickly est incluse dans l'anthologie The Best American Short Stories (en) 1963.

## Œuvre

### Romans
- The Smoldering Sea, 1953
- Hard and Fast, 1956
  - Feu des quatre fers, Série noire no 360, 1957
- The Other Jesus, 1960

### Nouvelle
- Turn Ever so Quickly, 1963

### Autres ouvrages
- Three Magic Words, 1954 (réédition sous le titre The Key to Power and Personal Peace, 1972)
- The Secret of Secrets: Your Key to Subconscious Power, 1958
- Success Cybernetics: Practical Applications of Human Cybernetics, 1970
- The Magic in Your Mind, 1975
- The Greatest Power in the Universe, 1976
- The Secret Power of the Pyramids, 1977

## Sources
- Claude Mesplède, Les Années Série noire vol.1 (1945-1959) Encrage « Travaux » no 13, 1992
- Claude Mesplède et Jean-Jacques Schleret, SN Voyage au bout de la Noire, Futuropolis, 1982, p. 19.
- Les Auteurs de la Série Noire, 1945-1995, collection Temps noir, Joseph K., 1996, (avec Claude Mesplède), p. 26.